# Denis Epstein
Denis Epstein (Köln, Alemania, 2 de julio de 1986) es un futbolista alemán que juega de mediocampista. Actualmente integra el plantel del TSG Balingen de la Regionalliga Südwest.

## Clubes
| Club                     | País     | Año         |
| ------------------------ | -------- | ----------- |
| FC Köln                  | Alemania | 2006 - 2007 |
| Rot-Weiss Essen (Cedido) | Alemania | 2007        |
| Kickers Offenbach        | Alemania | 2007 - 2008 |
| Iraklis Thessaloniki     | Grecia   | 2008 - 2010 |
| Olympiacos               | Grecia   | 2010 - 2011 |
| AO Kerkyra (Cedido)      | Grecia   | 2010 - 2011 |
| Atromitos FC             | Grecia   | 2011 - 2013 |
| FSV Frankfurt            | Alemania | 2013 - 2016 |
| AO Kerkyra               | Grecia   | 2016 - 2018 |
| Lamia FC                 | Grecia   | 2018 - 2019 |
| TSG Balingen             | Alemania | 2019 -      |